# Argo (游戏)
Argo是由波希米亞互動工作室开发的免费多人射击游戏。游戏的初始原型Project Argo于2016年11月1日作为Bohemia Incubator的一部分发布。此游戏在2017发布。2018年6月26日，开发者宣布关闭官方服务器，只允许非官方服务器支持。2021年，正式全平台停服。

## 游戏内容
Argo的世界设定在一个名为马尔登的虚构岛屿上（波希米亚之前的游戏闪点行动：冷战危机的背景）。雇佣兵被两支敌对派系部署到马尔登，并且必须为击落坠毁的空间站残余物而战。 该游戏类似于ArmA 3，但不太注重现实主义和军事模拟。
玩家可以选择多种游戏模式。有一种名为“战斗巡逻”的模式，玩家可以在其中完成分散在岛上的任务。另一种模式“链接”是较小规模的战斗，其中两个团队都必须破解中央计算机。“突袭”是攻击者和防御者的战斗。“冲突”类似于“链接”，但战斗发生在更大的区域。

Argo还具有场景编辑器。但与Arma 3相比，Argo的编辑器较为有限。